# Vysoká u Příbramě
Vysoká u Příbramě település Csehországban, a Příbrami járásban. Vysoká u Příbramě Láz, Rožmitál pod Třemšínem, Vranovice, Narysov, Třebsko, Modřovice és Bohutín településekkel határos. Lakosainak száma 358 fő (2024. január 1.).

## Népesség
A település lakosságának változását az alábbi diagram mutatja:
| Lakosok száma | 562  | 635  | 477  | 282  | 239  | 254  | 345  | 341  | 355  | 358  |
|               | 1869 | 1890 | 1921 | 1950 | 1980 | 2001 | 2017 | 2019 | 2022 | 2024 |